# Jean Jacques Charles de Laharpe
 (octobre 2023).
Pour les articles homonymes, voir Laharpe.
Jean Jacques Charles de Laharpe, né le 30 septembre 1802 à Lausanne en Suisse et mort le 25 juin 1877 dans la même ville, était un docteur en médecine à Göttingen (1826), puis de retour à Lausanne, médecin en chef de l'hôpital cantonal pendant 40 ans. Il s'est beaucoup occupé de sciences naturelles, de botanique et de géologie. 

## Publications
- Jean Jacques Charles de La Harpe, Jean André Venel d'Orbe, M. Ducloux, 1840 (lire en ligne)
- Jean Jacques Charles de La Harpe, Avis aux pères et aux mères qui ont à cœur la santé de leurs enfans ou réflexions sur l'abus des purgatifs chez les petits enfants, M. Ducloux, 1837 (lire en ligne)
- Jean Jacques Charles de La Harpe, Notes sur quelques formes de dermatoses tubéroïdes, 1867 (lire en ligne)
- Jean Jacques Charles de La Harpe, Rapport présenté à la Société vaudoise des sciences naturelles sur les renseignements qui lui sont parvenus au sujet de la destruction du ver de la vigne dans le canton en 1854, Impr. F. Blanchard, 1855 (lire en ligne)
- Jean Jacques Charles de La Harpe, Nouveau procédé pour doser l'urée et ses combinaisons dans l'urine: son application au dosage de la glucose, éditeur non identifié, 1854 (lire en ligne)
- Jean Jacques Charles de La Harpe, Quelques réflexions déduites de l'observation vulgaire, sur la question des glaciers, éditeur non identifié, 1862 (lire en ligne)
- Jean Jacques Charles de La Harpe, Faune Suisse : Lépidoptères, éditeur non identifié, 1853 (lire en ligne)